# Hans Lipschis
Hans Lipschis (Kretinga, 11 luglio 1919 – Aalen, 16 giugno 2016) è stato un militare tedesco, membro delle Waffen-SS, che lavorò ad Auschwitz durante la seconda guerra mondiale.

## Arresto
La procura di Stoccarda (Germania) lo ha arrestato in data 6 maggio 2013 (a 93 anni) con l'accusa di essere una guardia in servizio nel campo di concentramento. Egli si difende affermando che, pur avendo lavorato ad Auschwitz, era impiegato come cuoco.
Il suo arresto è avvenuto grazie ad alcuni giornalisti i quali avevano scoperto che questi viveva in una cittadina del Baden-Württemberg da oltre trent'anni.
Al momento della sua cattura era inserito al quarto posto, nella lista dei dieci criminali di guerra nazisti da ricercare ed ancora in vita, dal Simon Wiesenthal Center.